# Castillo Cova
El Castillo Cova (en italiano: Castello Cova) o también Palacio Viviani-Cova (en italiano: Palazzo Viviani-Cova) es un palacio histórico de la ciudad de Milán en Italia.

## Historia
El edificio fue construido entre 1910 y 1915 y es obra del arquitecto italiano Adolfo Coppedè, hermano del más famoso Gino Coppedè.

## Descripción
El palacio presenta un estilo neogótico y tiene una torre de inspiración medioeval. Esta será, a su vez, fuente de inspiración por los arquitectos de la Torre Velasca.